# Carcharhinus coatesi
A Carcharhinus coatesi a porcos halak (Chondrichthyes) osztályának kékcápaalakúak (Carcharhiniformes) rendjébe, ezen belül a kékcápafélék (Carcharhinidae) családjába tartozó faj.

## Előfordulása
A Carcharhinus coatesi előfordulási területe az Indiai- és a Csendes-óceánok határain van, Pápua Új-Guinea és Ausztrália között.

## Megjelenése
Ennél a cápafajnál a hím legfeljebb 87 centiméter, míg a nőstény 88 centiméter hosszú. Körülbelül 70 centiméteresen már felnőttnek számít. Pofája közepesen hosszú és eléggé kerekített. A szájában az elülső fogak élesek és fűrészes szélűek. Körülbelül 47-51 foga van. Háti része világosbarna vagy szürke, hasi része fehéres. A második hátúszó alsó egyharmad részénél egy fekete folt látható. 134-147 csigolyája van.

## Életmódja
Trópusi szirticápa, amely a korallzátonyok közelében él. 123 méter mélyre is leúszhat.

## Szaporodása
Elevenszülő cápafaj. Az eddigi megfigyelések szerint a Carcharhinus coatesinak nincsen meghatározott szaporodási időszaka. Egy alomban 1-3 kis cápa lehet; általában 2 van. Születésekor 38-40 centiméter hosszú.